# 第282步兵師 (德國國防軍)
德國國防軍陸軍第282步兵師（德語：282. Infanterie-Division）是納粹德國國防軍陸軍的一個步兵師。該師於1943年3月組建。
該師組建後，一直在東線作戰。
該師最後於1944年8月在第二次雅西-奇西瑙攻勢被殲，同年10月解散。

## 註腳
1. ↑  Mitcham（2007年）